# La bailarina (escultura)
La bailarina, és una escultura urbana ubicada a l'angle esquerra del Teatre Campoamor amb el carrer Diecienueve de Julio, a prop de dues escultures més: «Culis monumentalibus», d'Eduardo Úrculo, i «Esperanza caminando», de Julio López, a la ciutat d'Oviedo, Principat d'Astúries, Espanya, és una de les més d'un centenar que adornen els carrers de la ciutat. L'escultura, feta de bronze polit, és obra de Santiago de Santiago, i està datada el 2011.
El paisatge urbà d'aquesta ciutat és adornat per obres escultòriques, generalment monuments commemoratius dedicats a personatges d'especial rellevància en un primer moment, i més purament artístiques a partir de la fi del segle xx.
L'autor no va cobrar per la creació que va regalar a l'ajuntament, que va acceptar sufragar el cost de la fosa (30.000 euros). Es tracta d'una escultura recolzada sobre una peanya, en la qual es veu una dona executant un pas de dansa. Es va inaugurar el 3 de maig de 2011. Té una alçada de 2,35 metres, una amplada de 70 centímetres i un pes de 165 quilograms.